# Augusta (Georgia)
Augusta – miasto w Stanach Zjednoczonych, w stanie Georgia, w hrabstwie Richmond, położone nad rzeką Savannah. Według spisu w 2020 roku liczy 202,1 tys. mieszkańców i jest to trzecie co do wielkości miasto stanu Georgia. Obszar metropolitalny Augusty rozlewa się na Karolinę Południową i liczy 611 tys. mieszkańców.
Co roku odbywa się tu jeden z najbardziej prestiżowych turniejów golfowych – Masters Tournament.

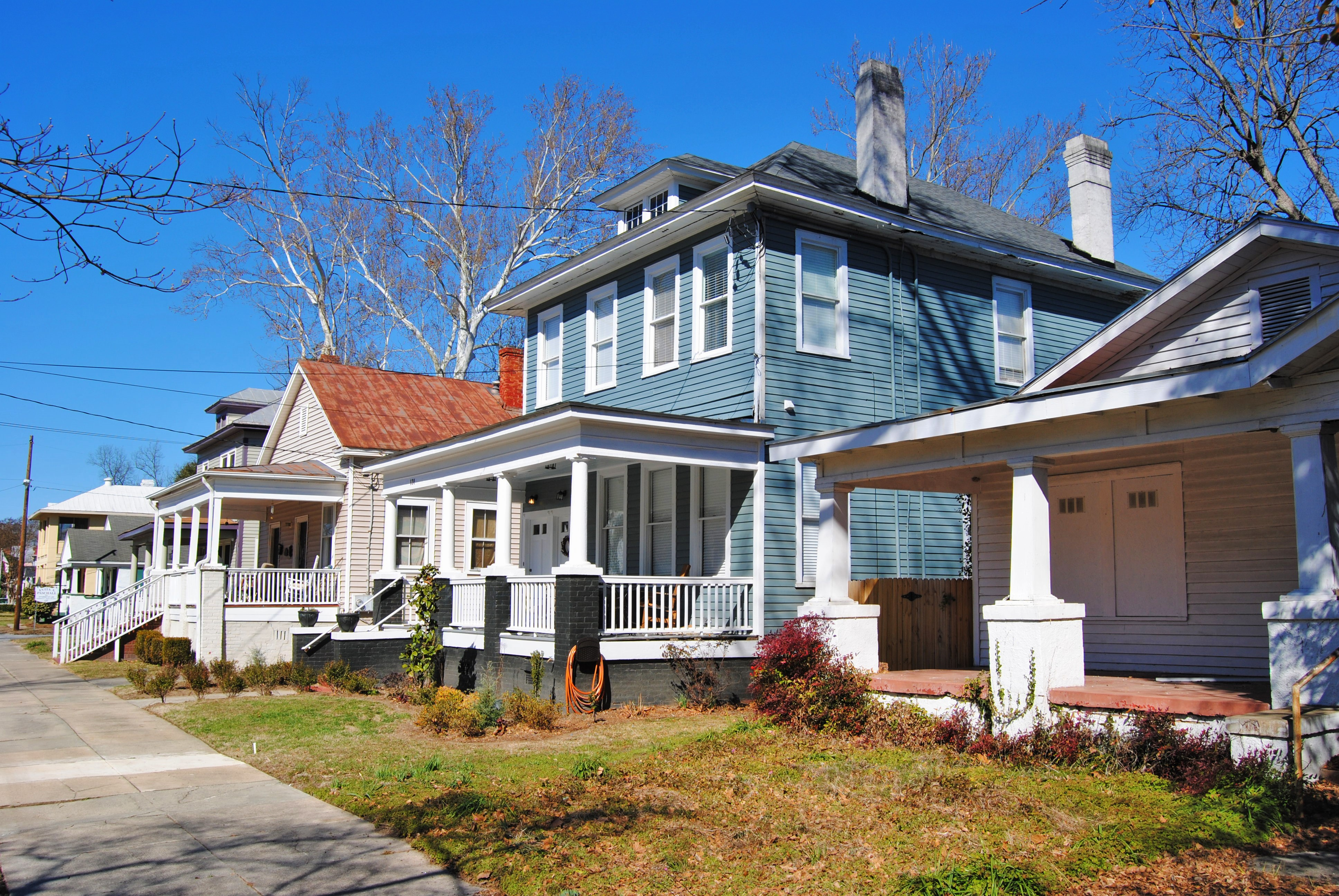
Zabytkowa dzielnica znana jako „Stare Miasto”.

## Dane ogólne
Port śródlądowy; węzeł kolejowy i drogowy, przemysł włókienniczy i materiałów budowlanych, uczelnia medyczna. W mieście jest wyższa uczelnia publiczna Augusta State University, 

Historia

Miasto założone w 1736 roku jako Fort Augusta. W okolicach tego miasta odbyło się kilka bitew w czasie wojny o niepodległość.

W latach 1786–1795 miasto było stolicą Georgii.

Zabytki

Kościół św. Pawła i gmach sądu z XIX wieku.

## Demografia
Według spisu w 2020 roku populację miasta stanowiły: 57,5% czarni lub Afroamerykanie, 35,3% biali, 3,3% osoby rasy mieszanej, 2% Azjaci, 0,2% rdzenni Amerykanie i 0,2% osoby z wysp Pacyfiku. Latynosi dowolnego pochodzenia etnicznego stanowili 5,1% populacji.

## Religia
Podobnie jak cały stan Georgia, obszar metropolitalny Augusty jest silnie protestancki. Do największych grup wyznaniowych (ponad 10 tys. członków) w 2020 roku należały:
- Południowa Konwencja Baptystów – 106 950 członków w 214 zborach,
- lokalne bezdenominacyjne zbory ewangelikalne – 51 660 członków w 112 zborach,
- Kościół katolicki – 34 163 członków w 14 parafiach,
- Zjednoczony Kościół Metodystyczny – 27 577 członków w 79 zborach,
- Kościoły zielonoświątkowe (gł. Kościół Boży) – ok. 20 tys. członków w 82 zborach,
- Narodowa Konwencja Baptystyczna USA – 18 543 członków w 24 zborach,
- Narodowa Misyjna Konwencja Baptystyczna Ameryki – 10 546 członków w 38 zborach.

## Media

### Telewizja
- WJBF Channel 6
- WRDW Channel 12
- WBEK Channel 16
- WCES Channel 20

- WAGT Channel 26
- WFXG Channel 54
- WBAU Channel 23
- WJBF-DT Channel 6

## Miasta partnerskie
- Takarazuka, Japonia
- Biarritz, Francja